# Daniela Hunger
Daniela Hunger (Oost-Berlijn, 20 maart 1972) is een voormalig topzwemster uit Oost-Duitsland, die bij de Olympische Spelen van 1988 in Seoel twee gouden medailles won: op de 200 meter wisselslag en als lid van de DDR-estafetteploeg op de 4x100 meter vrije slag. 
Hunger, lid van SC Dynamo Berlin, behaalde in de hoofdstad van Zuid-Korea daarnaast de bronzen medaille op de 400 meter wisselslag. Vier jaar later, na de Duitse Hereniging, won de veelzijdige zwemster eenmaal zilver en tweemaal brons bij de Olympische Spelen van 1992 in Barcelona .
1968: Claudia Kolb ·
1972: Shane Gould ·
1984: Tracy Caulkins ·
1988: Daniela Hunger ·
1992: Lin Li ·
1996: Michelle Smith ·
2000: Jana Klotsjkova ·
2004: Jana Klotsjkova ·
2008: Stephanie Rice ·
2012: Ye Shiwen ·
2016: Katinka Hosszú ·
2020: Yui Ohashi ·
2024: Summer McIntosh
1912: Moore, Fletcher, Speirs, Steer ·
1920: Woodbridge, Schroth, Guest, Bleibtrey ·
1924: Donnelly, Ederle, Lackie, Wehselau ·
1928: Lambert, Osipowich, Saville, Norelius ·
1932: Johns, Saville, McKim, Madison ·
1936: Selbach, Wagner, den Ouden, Mastenbroek ·
1948: Corridon, Kalama, Helser, Curtis ·
1952: I. Novák, Temes, É. Novák, Szőke ·
1956: Fraser, Leech, Morgan, Crapp ·
1960: Spillane, Stobs, Wood, von Saltza ·
1964: Stouder, de Varona, Watson, Ellis ·
1968: Barkman, Gustavson, Pedersen, Henne ·
1972: Babashoff, Barkman, Kemp, Neilson ·
1976: Peyton, Sterkel, Babashoff, Boglioli ·
1980: Krause, Metschuck, Diers, Hülsenbeck ·
1984: Johnson, Steinseifer, Torres, Hogshead ·
1988: Otto, Meißner, Hunger, Stellmach ·
1992: Haislett, Martino, Thompson, Torres ·
1996: Martino, Van Dyken, Fox, Thompson ·
2000: Van Dyken, Shealy, Thompson, Torres ·
2004: Mills, Lenton, Thomas, Henry ·
2008: Dekker, Kromowidjojo, Heemskerk, Veldhuis ·
2012: Coutts, C. Campbell, Elmslie, Schlanger ·
2016: McKeon, Elmslie, B. Campbell, C. Campbell ·
2020: B. Campbell, Harris, McKeon, C. Campbell ·
2024: O'Callaghan, Jack, McKeon, Harris